# 程小青
程 小青（てい しょうせい、1893年 - 1976年）は、中国の推理作家。男性。上海出身。本名は程青心。
中国推理小説の創作および理論面での基礎を築いた人物。中華民国時代の1920年代から1940年代にかけて、「東洋のシャーロック・ホームズ」霍桑（かくそう、フオサン）と、「東洋のワトソン」包朗（ほうろう、バオラン）が活躍する推理小説で人気を博した。

## 略歴
1893年、清の時代の中国・上海に生まれる。当時の中国は翻訳小説ブームを迎えており、特に推理小説が多く翻訳されていた。程小青は、12歳のときにアーサー・コナン・ドイルのシャーロック・ホームズシリーズに触れ、推理小説の魅力を知る。1914年には、新聞の公募に霍桑（フオサン）の登場する短編「灯光人影」が入選。以来、同短編に登場する霍桑（フオサン）を探偵役とする推理小説シリーズを約30年にわたって書き続けた。中国ではこのシリーズは、「霍桑探案」（フオサンたんあん、かくそうたんあん）と呼ばれ、「霍迷」（フオミー）と呼ばれる熱狂的なファンを生むなど、大人気シリーズとなった。同時期にはマレー語にも翻訳され、インドネシアでも読まれた。
1915年、蘇州の中学校の臨時教員となる。ここでアメリカ人英語教師と知り合って英語の特訓を受け、以来、多くの国外ミステリを翻訳、紹介した。1916年に上海で刊行されたシャーロック・ホームズ全集では、翻訳者の主要メンバーの1人になっている。この時のホームズ全集は伝統的な漢文に翻訳されたものだったが、1927年には再び程小青が中心となり、当時の話し言葉に近い文章（白話）に訳したものが新たに刊行されている。
1923年6月、中国初の探偵小説誌『偵探世界』（侦探世界）が創刊されると、程小青は霍桑（フオサン）シリーズや探偵小説論を執筆。同誌は1年で廃刊となったが、程小青は同誌でデビューした孫了紅とともに、1949年に中華人民共和国が成立するまで、中華民国のミステリ界の中心人物として活躍した。
晩年は、1966年に始まる文化大革命の渦中で批判にさらされ、困窮のなかで死去した。

## 業績
中国には明の時代の末期（16世紀末 - 17世紀初め）ごろから、名裁判官が事件を解決する公案小説と呼ばれるジャンルがあったが、程小青はホームズシリーズの影響下に、理性的な推理・科学的な捜査を行う探偵を中国に登場させ、中国ミステリ界に画期的な変化を与えた。
また、程小青は中国の映画界とも深くかかわっており、1930年代には上海の映画会社の依頼で30作以上の脚本を執筆し、主題歌の作詞も行った。

## 翻訳された作品
- 英訳 - Cheng Xiaoqing "Sherlock in Shanghai: Stories of Crime And Detection", Univ of Hawaii Pr（ハワイ大学出版）, 2006, ISBN 978-0824830991
- イタリア語訳 - Cheng Xiaoqing "Sherlock a Shangai", O Barra O Edizioni, 2009, ISBN 978-8887510614
- 日本語訳　
  - 『ホー・ソン探偵集: 中国的推理小説』 村上信貴訳 ,2015年,Kindle版,ASIN: B013LMVJTO
  - 『ホー・ソン探偵集2: 中国的推理小説』 村上信貴訳 , Kindle版,ASIN: B0794YTCSV